# Prvi turški kaganat
Prvi turški kaganat (kazaško  Түрік қағанаты, Türik kağanatı) včasih tudi Prvo turško cesarstvo, Turški kaganat ali Gokturški kaganat je bil turški kaganat, ki ga je ustanovil gokturški klan Ašina pod vodstvom Bumin kagana (u. 552) in njegovega brata Istemija v Notranji Aziji. Prvi turški kaganat je bil naslednik Rouranskega kaganata na Mongolski planoti. Hitro se je razširil na ozemlje Srednje Azije in segal od Mandžurije do Črnega morja.:49
Čeprav so Gokturki govorili staro turščino, so bila zgodnja uradna besedila in kovanci kaganata napisani v sogdijščini.  Kaganat je  bil prva turška država, ki je politično uporabljala ime Turški (Türk).  Stara turška pisava je bila izumljena v prvi polovici 6. stoletja.
Kaganat je propadel leta 603 po vrsti konfliktov in državljanskih vojn, ki so državo razdelile na Vzhodni  in Zahodni turški kaganat. Vzhodni turški kaganat je leta 630, Zahodnega pa leta 657 po nizu vojaških pohodov osvojila kitajska Dinastija Tang. Leta 682 je bil ustanovljen Drugi turški kaganat, ki je trajal do leta 744, ko ga je strmoglavil Ujgurski kaganat. 

## Prvi kaganat
Začetki turškega kanata segajo v leto 546, ko je Bumin kagan izvedel preventivni napad na skupine Ujgurov in Tielov, ki so načrtovale upor proti svojemu vladarju, Rouranskemu kanatu. Bumin kagan je pričakoval, da bo za to dejanje nagrajen s cesarsko princeso in poroko v vladarjevo družino. Rouranski kagan Judžiulu Anagui je namesto tega k njemu poslal odposlanca in ga pograjal z besedami: "Ti si moj suženj kovač. Kako si drzneš izgovoriti te besede?" Izraz "suženj kovač" (kitajsko 鍛奴, pinjin duànnú) se pojavlja tudi v kitajskih kronikah. Nekatere trdijo, da so bili Gokturki resnično  služabniki kovači rouranske elite in da je bilo  "kovaško suženjstvo" morda oblika vazalstva znotraj rouranske družbe.  Po mnenju Denisa Sinorja ta omemba kaže, da so se Turki spoznali na metalurgijo, čeprav ni jasno, ali so bili rudarji ali zares kovači. Tega, da so bili Turki "sužnji", se ne sme  jemati dobesedno. Verjetno so bili nekakšni rouranski vazali ali celo neenakopravni zavezniki.
Razočarani Bumin se je povezal z Zahodnim Vejem proti skupnemu sovražniku Rouranu. Leta 552 je Bumin severno od Huaihuanga (sedanji Džangdžiakou) porazil Anaguija in njegovo vojsko.
Bubin se je odlikoval tako v boju kot v diplomaciji in se je v Otukanu razglasil za ilig kagana novega kanata. Nekaj mesecev kasneje je umrl. Njegov sin Mukan kagan je premagal Heftalitsko cesarstvo, Kitane in Kirgize. Buminov brat Istemi (u. 576) je bil jabgu Zahoda in je sodeloval s Sasanidskim cesarstvom v Iranu, da bi premagal in uničil Heftalite, ki so bili zavezniki Rouranov. Vojna je okrepila oblast klana Ašina na Svilni cesti. 
Panonske Avare na Zahodu so razlagali kot frakcijo azijskih nomadov, ki je bežala pred širitvijo Gokturkov proti zahodu. Trditev je zaradi pomanjkanja jasnih virov in kronologije predmet nezdružljivih razprav. Rene Grousset povezuje Avare s propadom Heftalitov in ne z Rouranom, medtem ko Denis Sinor trdi, da za enačenje Rouran-Avar "ni niti kančka dokaza, ki bi to podprl".
Istemijeva politika širjenja na zahod je pripeljala Gokturke v Evropo. Leta 576 so Gokturki prečkali Kerški preliv in prišli na Krim. Pet let kasneje so oblegali Herson. Njihova konjenica je do leta 590 tavala po stepah Krima. Kaganat je na jugu segal do Amu Darje, zaradi česar so Ašini prišli v konflikt z njihovimi nekdanjimi zavezniki, Sasanidskim cesarstvom. Velik del Baktrije, vključno z Balhom, je ostal pod oblastjo Ašinov do konca stoletja.

### Odnosi z Bizantinskim cesarstvom
Gokturki so igrali pomembno vlogo v odnosih Bizantinskega cesarstva s perzijskim Sasanidskim cesarstvom. Prvi stik naj bi bil navezan leta 563 in je povezan z dogodkom iz leta 558, ko so turški podložniki Avari pobegnili med turško vojno s Heftaliti.
Drugi stik se je zgodil, ko je sogdijski diplomat Maniah prepričal kagana Istemija, v grških spisih znanega kot Silziboulos, naj pošlje svojo delegacijo neposredno v glavno mesto Bizantinskega cesarstva Konstantinopel. Delegacija je tja prispela leta 568, cesarja Justina II. bogato obdarila s svilo in se dogovarjala o zavezništvu. Leta 569 je v kaganat prišla bizantinska delegacija pod vodstvom Zemarha, ki je bilo dobro sprejeta in je verjetno utrdila njihovo zavezništvo.
Leta 575-576 se je izmenjalo še nekaj delegacij pod vodstvom Valentina, ki jih je guverner Tamgan zaradi domnevne izdaje sprejel sovražno.  Od članov bizantinske delegacije so na Istemijevem pogrebu zahtevali, da si razpraskajo obraze, da bi jih ponižali. Kasnejšo sovražnost, ki jo je pokazal novi vladar Tardu, potrjujejo bizantinski zapisi. Vzrok za žalitve, ki so odražale razpad zavezništva, je bila verjetno ugotovitev, da so jih začeli Bizantinci izigravati, ko se niso več vklapljali v njihove načrte.
- Gokturški petroglifi iz Mongolije (6. - 8. stoletje)[43]
- Dolgolas turški konjenik iz grobnice sogdijskega trgovca (okoli 570), Severne dinastije, Kitajska[44][28]
- Sogijski trgovec An Džia in turški poglavar v njegovi jurti (579),   Ši’an, Kitajska
- Sogdijski trgovec An Džia (desno) sklepa zavetništvo s Turki (579), Ši’an, Kitajska

## Državljanska vojna
Po smrti četrtega vladarja Taspar kagana okoli leta 583  je kaganat razpadel. Taspar je naslov kagana prenesel na Mukanovega sina Apa kagana, visoki svet starešin pa je na ta položaj imenoval Išbara kagana. Okoli obeh kandidatov sta se zbrali dve frakciji, kmalu zatem pa so se za naslov potegovali kar štirje kandidati. Dinastiji Sui in Tang sta spretno izigravali druge proti drugim.  
Najresnejši tekmec je bil zahodni kandidat, Istemijev sin Tardu, nasilen in ambiciozen mož, ki se je že po očetovi smrti razglasil za neodvisnega vladarja. Zdaj je povedel vojsko na vzhod, da bi zasedel Otuken, sedež cesarske oblasti. 
Išbara na vzhodu je za zaščito zaprosil cesarja Janga iz Suija. Tardu je okoli leta 600 napadel prestolnico Suija Čangan in od cesarja Jangdija zahteval, da se preneha vmešavati v državljansko vojno. Diplomacija Suija se je maščevala in uspešno podžgala upor Tardujevih vazalov Tielejev, kar je leta 603 pripeljalo do konca Tardujeve vladavine. Med disidentskimi plemeni so bili tudi Ujguri in Šuejentuoji. 

### Vzhodni turški kaganat
Državljanska vojna je razcepila kaganat na vzhodni in zahodni del. Vzhodni del s prestolnico Otuken  je ostal v interesni sferi Suija in obdržal ime Turški. 
Šibi kagan (609–619) in Ilig kagan (620–630) sta v kritičnem obdobju prenosa oblasti s Suijev na Tange napadla Centralno ravnino. Šibi kagan je med nepričakovanim napadom na poveljstvo v Janmenu skoraj ujel cesarja Janga, ki je še pravočasno pobegnil v Daišian v Šanšiju. Turška vojska ga je 11. septembra 615 začela oblegati, potem pa je zaradi lažnega obvestila, da je kaganat napaden s severa, obleganje opustila.
Leta 626 je Ilig kagan izkoristil incident pri prelazu Šuanvu in napadel Vej. Cesar Tang Taizong ga je obtožil, da je nezakonito prestopil mejo. Kagan se je poskusil odkupiti z darilom 3.000 konj in 10.000 ovac, vendar cesar darila ni sprejel, ker je menil, da je premajhno. Turki so na kitajko ozemlje vdrli najmanj 67 krat.
V prvi polovici oktobra 627 je med močnimi sneženji na mongolsko-mandžurskih travnikih zapadlo do nekaj metrov snega. Paša živine ni bila mogoča in mnogo živali je poginilo. Nova knjiga Tangov omenja, da je sredi poletja zmrzovalo tudi leta 628.
Ilig kagan je bil ubit med uporom njegovih vazalov, povezanih s cesarjem Taizongom iz dinastije Tang. Plemenska zveza vazalov je v kitajskih zapisih imenovana Huihe, se pravi da so bili Ujguri.
27. marca 630 je vojska cesarstva Tang pod poveljstvom Li Jinga v bitki pri Jinšanu (陰山之戰 / 阴山之战) premagala Vzhodni turški kaganat pod poveljstvom Ilig kagana. Kagan je pobegnil v Išbara Šad, kjer ga je 2. maja 630 napadla in ujela kitajska vojska pod poveljstvom Džang Baošianga. Ujetega kagana so poslali v Čangan. Vzhodni turški kaganat je propadel in bil vključen v cesarstvo Tang.

### Zahodni turški kaganat
Šeguj in Tong jabgu, kagana Zahodnega turškega kaganata, sta sklenila zavezništvo z Bizantinskim cesarstvom proti Sasanidskemu cesarstvu in uspela obnoviti južne meje ob rekah Tarim in Amu Darja. Njuno glavno mesto je bil Sujab v dolini reke Čuj, približno 6 km jugovzhodno od sodobnega Tokmoka. Leta 627 je Tong jabgu s pomočjo Hazarjev in cesarja Heraklija sprožil obsežno invazijo na Zakavkazje, ki je dosegla vrhunec z zavzetjem Derbenta in Tbilisija. Aprila 630 je Tongov namestnik Bori šad poslal gokturško konjenico v invazijo na Armenijo, kjer je njegov general Čorpan tarkan uspel poraziti veliko perzijsko vojsko. Umor Tong jabguja leta 630 je Gokturke prisilil na umik iz Zakavkazja. 
Zahodni turški kaganat se je  z upravno reformo klana Ašina (vladal 634–639) moderniziral in postal znan kot Onok. Ime se nanaša na "deset puščic", ki jih je kagan podelil desetim voditeljem (šadom) svojih dveh konstitutivnih plemenskih zvez Dulu (pet čurov) in Nušibi (pet irkinov), katerih ozemlji je delila reka Čuj. Delitev je botrovala razmahu separatističnih teženj. Kmalu zatem  se je poglavar Kubrat iz klana Dulu, čigar povezanost s klanom je možna, vendar ni dokazana, odcepil od kaganata. 
Proti kaganatu in njegovim vazalom iz oaz v Tarimski kotlini se je vojskovala dinastija Tang. Njen pohod proti  Karakoji leta 640, poraz Turkov med kampanjo proti Karasarju leta 644 in kampanja proti Kuči leta 648 so privedli do padca Zahodnega turškega kaganata leta 657. Za kagana Gokturkov se je razglasil cesar dinastije Tang. 
Leta 657 je cesar Tanga vzpostavil posreden nadzor nad svilno cesto vse do današnjega Irana. V njegovem imenu sta Gokturkom vladala dva kagana. Petim puščicam Tuluja (咄陆) so vladali kagani z naslovom šingšivang (興昔亡可汗), petim puščicam Nušipija (弩失畢可汗) pa kagani z naslovom  dživangdžue (繼往絕可汗). Ozemlje Tuluja je ustrezalo območju vzhodno od Balhaškega jezera, medtem ko je ozemlje petih puščic Nušipija obsegalo dežele vzhodno od Aralskega jezera. Gokturki so zdaj nosili kitajske naslove in se v kitajskih vojnah borili na kitajski strani. V obdobju od leta 657 do 699 so v stepah vladali številni vladarji – šibki, razdeljeni in do vzpona Turgeša vključeni v nenehne majhne medsebojne vojne.

## Genetika
Leta 2020 je bila opravljena študija genetskih podatkov sedmih zgodnjesrednjeveških turških fosilov z grobišč Vzhodnega turškega kaganata v Mongoliji. Avtorji so Turke opisali kot zelo raznolike, saj so bili v povprečju 40 % zahodnoevrazijskega in 60 % vzhodnoevrazijskega porekla. Zahodnoevrazijski predniki Turkov so združevali prednike, povezane s Sarmati in Baktrijci-Margijani, medtem ko so bili vzhodnoevrazijski predniki povezani s starimi severovzhodnimi Azijci. Avtorji so opazili tudi to, da je bilo zahodnoevrazijsko poreklo pri Turkih v veliki meri podedovano od moških prednikov, kar se ujema tudi z izrazitim povečanjem zahodnoevrazijskih očetovskih haploskupin, kot sta R in J, v turškem obdobju v Mongoliji. Mešanje  med vzhodno in zahodnoevrazijskimi predniki turških vzorcev je bila datirana v leto 500 n. št. ali približno 8 generacij pred tem.
Genetski profil turške princese Ašine (551–582 n. š.), hčerke tretjega gokturškega kagana Mukana, je bil sekvenciran in je pokazal, da je bila genetsko tesno povezana s starodavnimi severovzhodnimi Azijci (97,7 % prednikov iz severovzhodne Azije in le 2,7 % zahodnoevrazijske komponente). Podatek podpira severovzhodnoazijski izvor plemena Ašina in Gokturškega kanata.

## Galerija
- Turški konjenik (grob An Džija, 579 n. št.)
- Kip Niri kagana, Šindžijang, Kitajska
- Šahname,  ilustracija Bahrama Čobina v boju z Baga kaganom
- Šahname, ilustracija Bahrama Čobina v boju z Baga kaganom
- Keramični kipci Gokturkov iz obdobja dinastije Tang, Mongolija, 7. stoletje

## Vir
- Asimov, M.S. (1998), History of civilizations of Central Asia Volume IV The age of achievement: A.D. 750 to the end of the fifteenth century Part One The historical, social and economic setting, UNESCO Publishing
- Baratova, Larissa (2005). »Turko-Sogdian Coinage«. Encyclopedia Iranica.
- Barfield, Thomas (1989), The Perilous Frontier: Nomadic Empires and China, Basil Blackwell
- Benson, Linda (1998), China's last Nomads: the history and culture of China's Kazaks, M.E. Sharpe
- Bregel, Yuri (2003), An Historical Atlas of Central Asia, Brill
- Bosworth, Clifford Edmund (2000), The Age of Achievement: A.D. 750 to the End of the Fifteenth Century – Vol. 4, Part II : The Achievements (History of Civilizations of Central Asia), UNESCO Publishing
- Bughra, Imin (1983), The history of East Turkestan, Istanbul: Istanbul publications
- Drompp, Michael Robert (2005), Tang China And The Collapse Of The Uighur Empire: A Documentary History, Brill
- Golden, Peter B. (2011), Central Asia in World History, Oxford University Press
- Grousset, René (1970). The empire of the steppes : a history of central Asia. Rutgers University Press. ISBN 978-0-8135-1304-1.
- Haywood, John (1998), Historical Atlas of the Medieval World, AD 600–1492, Barnes & Noble
- Latourette, Kenneth Scott (1964), The Chinese, their history and culture, Volumes 1–2, Macmillan
- Mackerras, Colin (1990), »Chapter 12 – The Uighurs«,  v Sinor, Denis (ur.), The Cambridge History of Early Inner Asia, Cambridge University Press, str. 317–342, ISBN 0-521-24304-1
- Millward, James A. (2007), Eurasian Crossroads: A History of Xinjiang, Columbia University Press
- Mackerras, Colin, The Uighur Empire: According to the T'ang Dynastic Histories, A Study in Sino-Uighur Relations, 744–840. Publisher: Australian National University Press, 1972. 226 pages, ISBN 0-7081-0457-6
- Nachaeva, Ekaterina (2011). »The "Runaway" Avars and Late Antique Diplomacy«.  V Ralph W. Mathisen; Danuta Shanzer (ur.). Romans, Barbarians, and the Transformation of the Roman World: Cultural Interaction and the Creation of Identity in Late Antiquity. Ashgate.
- Roux, Jean-Paul (2000). Histoire des Turcs (v francoščini). Fayard.
- Sinor, Denis (1969). Inner Asia: History-Civilization-Languages. Indiana University Press.
- Sinor, Denis (1990), The Cambridge History of Early Inner Asia, Cambridge University Press, ISBN 978-0-521-24304-9
- Skaff, Jonathan Karem (2009).  Nicola Di Cosmo (ur.). Military Culture in Imperial China. Harvard University Press. ISBN 978-0-674-03109-8.
- Smirnova (1952). »TURKO-SOGDIAN COINAGE«. Encyclopaedia Iranica. ..issues of the khaqans (ḵāqāns) of the Western Turkic khanate in Central Asia between the 6th and 8th centuries CE, so called because the Turkic rulers issued them with Sogdian inscriptions.
- Vovin, A. (2019). »Groping in the Dark: The First Attempt to Interpret the Bugut Brahmi Inscription«. Journal Asiatique. 307 (1): 121–134.
- Wechsler, Howard J. (1979). »T'ai-Tsung (Reign 626–49): The Consolidator«.  V Denis Twitchett; John Fairbank (ur.). The Cambridge History of China, Volume 3: Sui and T'ang China Part I. Cambridge University Press. ISBN 978-0-521-21446-9.
- Xiong, Victor Cunrui (2006), Emperor Yang of the Sui Dynasty: His Life, Times, and Legacy, Albany, NY: State University of New York Press, ISBN 9780791482681.
- Xiong, Victor (2008), Historical Dictionary of Medieval China, United States of America: Scarecrow Press, Inc., ISBN 978-0810860537
- Xue Zongzheng (薛宗正). (1992). Turkic peoples (突厥史). Beijing: 中国社会科学出版社. ISBN 978-7-5004-0432-3; OCLC 28622013